# The Gap Band II
The Gap Band II é o quarto álbum de estúdio (ao contrário do que aparenta o título) da banda The Gap Band, lançado em 29 de novembro de  1979 pela Mercury Records. É o segundo por uma grande gravadora e produzido por Lonnie Simmons.

## Recepção
O álbum número 3 na parada Top Soul Albums e número 42 na parada Billboard Pop Albums. O álbum teve os singles  "Steppin' (Out)" (#10 na parada Hot R&B/Hip-Hop Songs), "Party Lights" (#36 na parada Hot R&B/Hip-Hop Songs) e "I Don't Believe You Want to Get up and Dance (Oops!)" (#4 na parada Hot R&B/Hip-Hop Songs, e #52 na parada Hot Dance Club Songs).
O álbum estabeleceu o Gap Band como líderes no mercado R&B, se tornando seu primeiro álbum com certificação ouro, vendendo mais de 500.000 cópias durante 1980. A faixa de mais sucesso, "I Don't Believe You Want to Get up and Dance (Oops!)", foi a primeira a incorporar aspectos do P-Funk. A canção também alude a uma bem conhecida poesia infantil, Jack and Jill (um padrão que continuou em "Humpin'" que alude a Jack Be Nimble).

## Faixas
| #  | Título                                               | Compositor(es)                                                               | Duração |
| -- | ---------------------------------------------------- | ---------------------------------------------------------------------------- | ------- |
| 1. | Steppin' (Out)                                       | Charlie Wilson, Lonnie Simmons, Ronnie Wilson                                | 4:25    |
| 2. | No Hiding Place                                      | Charlie Wilson, Lonnie Simmons, Ronnie Wilson                                | 5:34    |
| 3. | I Don't Believe You Want to Get Up and Dance (Oops!) | Charlie Wilson, Lonnie Simmons, Robert Wilson, Ronnie Wilson, Rudolph Taylor | 8:39    |
| 4. | Who Do You Call                                      | Charlie Wilson, Lonnie Simmons, Robert Wilson, Ronnie Wilson                 | 4:57    |
| 5. | You Are My High                                      | Charlie Wilson, Johnsye Smith, Ronnie Wilson                                 | 5:38    |
| 6. | Party Lights                                         | Charlie Wilson, Lonnie Simmons, Ronnie Wilson, Rudolph Taylor                | 3:54    |
| 7. | The Boys Are Back in Town                            | Charlie Wilson, Malvin Dino Vice, Lonnie Simmons                             | 5:45    |

## Músicos
- Charlie Wilson - Teclados, Sintetizadores, Percussãon, Vocais e Backing Vocais
- Ronnie Wilson - Trumpete, Teclados, Backing Vocais
- Robert Wilson -  Baixo, Backing Vocais (Vocais principais em "Who Do You Call")
- Greg Phillinganes - Teclados, Percussão, Sintetizadores
- John Black, Louie Cabaza - Teclados
- Emzie Parker III, Glenn Nightingale, James Macon - Guitarra
- Raymond Calhoun -  Bateria, Percussão
- Ronnie Kaufman - Bateria
- Malvin "Dino" Vice, Trumpete, Backing Vocais
- Oliver "Gussie" Scott - Trombone - Backing Vocais
- Malvin "Dino" Vice - Arranjos de sopros
- Benjamin Wright - Arranjos de cordas
- Bernard Baisden - Trombone
- Fernando Harkless - Sax tenor
- Yarbrough and Peoples, Angela Smith, Calvin Yarbrough, Gail Johnson, Howard Huntsberry, Robert "Goodie" Whitfield, Rudolph Taylor - Backing Vocais

## Paradas
| Parada (1980)             | Pico |
| ------------------------- | ---- |
| Billboard Pop Albums      | 42   |
| Billboard Top Soul Albums | 3    |

### Singles
| Ano  | Single                                                 | Posição nas paradas | Posição nas paradas |
| Ano  | Single                                                 | US R&B              | US Disco            |
| ---- | ------------------------------------------------------ | ------------------- | ------------------- |
| 1980 | "I Don't Believe You Want to Get up and Dance (Oops!)" | 4                   | 52                  |
| 1980 | "Party Lights"                                         | 36                  | -                   |
| 1980 | "Steppin' (Out)"                                       | 10                  | -                   |